# Francesc Xavier Nogués i Casas
Francesc Xavier Nogués i Casas (Barcelona, 18 de febrer de 1873 – 28 de gener de 1941), més conegut com a Xavier Nogués, fou un pintor, dibuixant, gravador, ceramista i ninotaire català. Sovint feu servir el pseudònim «Babel».

## Biografia
Va néixer al número 77 del carrer dels Escudellers de Barcelona. Fill de Joan Nogués i Roig i de Francisca Casas i Grau tots dos naturals de Barcelona. Deixeble de Pere Borrell del Caso, anà a París molt jove amb Alexandre de Cabanyes. Membre del grup d'El Rovell de l'Ou, època en què va fer la seva Auca de l'aplec de Sant Medir, trigà tanmateix un temps a assolir una veritable popularitat entre el públic, cosa que s'esdevingué en participar com a dibuixant a la famosa revista "Papitu" (1908), de la mà de l'Apa, on signava els dibuixos com a «Babel», i també col·laborà a altres publicacions, com Cuca-fera, Picarol, D'Ací i d'Allà, Iberia o la Revista Nova.
Fou el creador d'uns característics i peculiars personatges entre patètics i tendres, amb un estil particularíssim. Dibuixà dues obres cabdals de l'humor gràfic català: 50 Ninots , els dibuixos originals dels quals es conserven al Museu d'Art de Sabadell, i La Catalunya Pintoresca.
Com a pintor destaquen els seus murals satírics a Barcelona per al celler de les Galeries Laietanes (ara conservats majoritàriament al MNAC) que realitzà l'any 1915, els que va fer per al saló del col·leccionista i industrial Lluís Plandiura, al seu domicili del carrer de la Ribera de Barcelona l'any 1917, i els més sobris del despatx de l'alcalde a la Casa de la Ciutat, realitzats arran de l'Exposició Internacional de Barcelona de 1929. El 1921 es va casar amb la també pintora Teresa Lostau i Espinet, amb qui col·laboraria en la majoria d'encàrrecs de decoració d'interiors.
Artista completíssim, també cultivà el figurinisme. En aquest camp destaquen especialment els dissenys per a l'estrena de l'òpera El giravolt de maig, d'Eduard Toldrà i Josep Carner, magnífic exemple de la pervivència de l'esperit noucentista en plena Dictadura de Primo de Rivera.
Fou membre de la Reial Acadèmia Catalana de Belles Arts de Sant Jordi i vocal de la junta e l'Ateneu Barcelonès durant la presidència de Lluís Nicolau i d'Olwer (1932-1933).
Cal assenyalar també les seves incursions en el camp de les arts decoratives, amb la realització de pintures ceràmiques i vidre esmaltat a foc. Així com la seva faceta com a docent. Va ser professor de gravat a Barcelona i a Olot i deixà també un tractat de litografia que s'edità en el volum Xavier Nogués i la seva circumstància, escrit per Salvador Espriu.
L'Ajuntament de Barcelona li va dedicar una exposició monogràfica al Palau de la Virreina el 1967.

## Obra
Figura destacada del Noucentisme, hi aportà una especial ironia que plàsticament es tradueix en un Expressionisme personal, que de vegades pot tenir alguns punts de contacte amb el d'un George Grosz. Això fa del seu estil la versió més escèptica del Noucentisme plàstic.
Francesc Pujols i Feliu Elias (sota el pseudònim de Joan Sacs) li dedicaren cadascú una monografia, si bé la més completa és la que publicà Rafael Benet ja en la postguerra. La seva activitat com a gravador ha estat estudiada exhaustivament per Jaume Pla. L'especialista més modern sobre l'obra de Xavier Nogués és Cecília Vidal, secretària perpètua de la Fundació Xavier Nogués, que vetlla per la difusió del nom de l'artista, premia gravadors, promou edicions limitades sobre Nogués i l'art del gravat i adquireix obres singulars del mateix per a dipositar-les en museus del país. Al Museu Abelló de Mollet del Vallès es poden trobar obres de l'artista.

### Obra destacada
- Bestiari poemari de Pere Quart amb il·lustracions de Xavier Nogués.
- La Ben Plantada d'Eugeni d'Ors amb il·lustracions de Xavier Nogués.
- Sàtires de Guerau de Liost amb il·lustracions de Xavier Nogués.
- Les prunes del rei de França, de Josep Pedreira amb il·lustracions de Xavier Nogués.
- La sardana (pintura a l'oli sobre tela del 1939 dipositada a la Biblioteca Museu Víctor Balaguer de Vilanova i la Geltrú)[6]
- Fragment de la decoració mural del celler de les Galeries Laietanes (Barcelona, 1915)